# Betyla wahine
Betyla wahine är en stekelart som beskrevs av Naumann 1988. Betyla wahine ingår i släktet Betyla och familjen hyllhornsteklar. Inga underarter finns listade.